# San Pedro del Romeral
San Pedro del Romeral ist eine Gemeinde in der spanischen Autonomen Region Kantabrien. Sie gehört zur Comarca Pas-Miera und grenzt im Nordosten an die Gemeinde Vega de Pas, im Westen an Luena und im Süden an die Provinz Burgos. Diese gebirgige Gemeinde in der Hochzone der Cordillera Cantabrica, zeichnet sich durch ausgedehnte Prärien in starker Hanglage und Gipfeln von über 1000 Metern Höhe aus. Die ländliche Gemeinde leidet aufgrund ihrer Entfernung zur Kantabrischen See unter Bevölkerungsschwund.

## Orte
- Alar
- Aldano
- Bustaleguín
- Bustiyerro-El Rosario
- Hornedillo
- La Peredilla
- San Pedro del Romeral (Hauptort)
- La Sota
- Vegaloscorrales
- Vegalosvados

## Bevölkerungsentwicklung
| 1842 | 1900 | 1950 | 1981 | 1991 | 2001 | 2011 |
| ---- | ---- | ---- | ---- | ---- | ---- | ---- |
| 2164 | 1109 | 1302 | 1022 | 801  | 621  | 507  |